# Tercis-les-Bains
Tercis-les-Bains è un comune francese di 1 204 abitanti situato nel dipartimento delle Landes nella regione della Nuova Aquitania.

## Società

### Evoluzione demografica
Abitanti censiti